# Nothosaurier
Nothosaurier (Nothosauria) var en utdöd, amfibiskt levande reptilgrupp från triasperioden. Gruppen klassificeras ibland som underordning och ibland som ordning.
De var relativt små, långhalsade och långsvansade ödlor med en genomsnittslängd på ca 3 meter, vilkas extremiteter var delvis modifierade för liv i vatten, bl. a. med paddelliknande fötter med simhud mellan tårna. De anses vara föregångare till svanödlorna.
De kan ha levt som dagens sälar och fångat mat i vattnet, men också kommit upp på klippor och stränder. Deras huvud var långt utdraget och kanterna på de långa käkarna var försedda med många vassa, utåtriktade tänder, vilket indikerar en diet av fisk och bläckfisk.

## Taxonomi
Följande familjer och släkten räknas vanligen till nothosaurier:
- Simosauridae
- Germanosauridae
- Nothosauridae
  - Anomosaurus[2]
  - Ceresiosaurus[3]
  - Chinchenia[4]
  - Kwangsisaurus[5]
  - Lariosaurus[6]
  - Metanothosaurus[7]
  - Nothosaurus[8]
  - Proneusticosaurus[9]
  - Sanchiaosaurus[10]
- Pistosauridae